# یازلیکایا

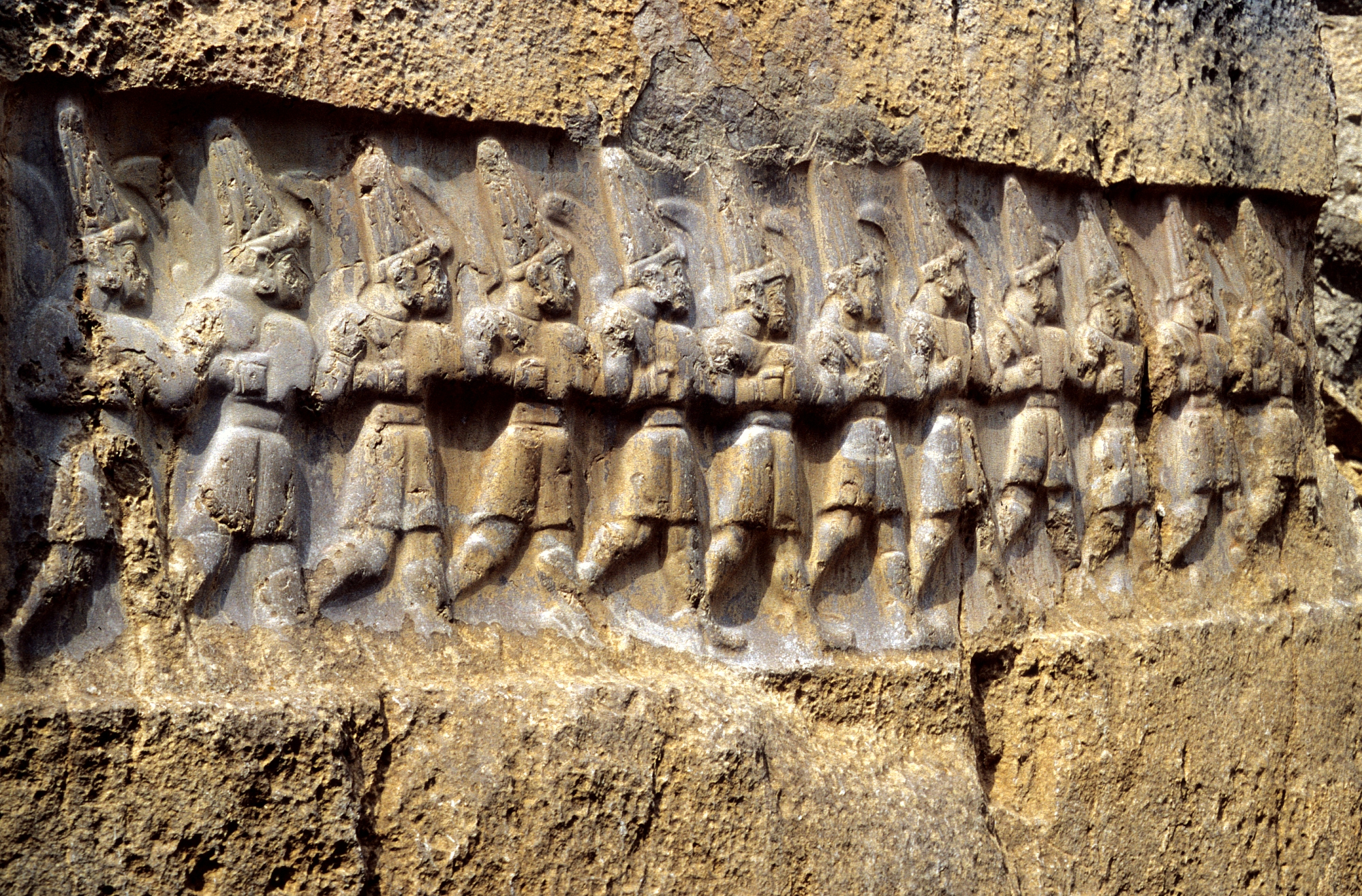
برج B با دوازده خدای جهان زیرین نقش برجسته است.

یازلیکایا (به ترکی؛ سنگ نوشته شده) در خاتوشا، پایتخت امپراتوری هیتیت، امروز در استان چوروم، ترکیه بود.
نقش برجسته‌های سنگی از جنبه‌های مهم هنر هیتی است و به‌طور کلی این گروه‌ها به عنوان مهمترین گروه در نظر گرفته می‌شوند.
این یک مکان مقدس برای هیتی‌ها بود که در فاصله کمی از دروازه‌های شهر خاتوشا واقع شده بود. دو اتاق اصلی داشت که در داخل گروهی از رخنمون‌های سنگی شکل گرفته‌است. دسترسی به اتاق‌های بدون سقف توسط دروازه و سازه‌های ساختمانی درست در مقابل آنها کنترل می‌شد، اما امروزه فقط پایه‌های آن سازه‌ها باقی مانده‌است. امروزه چشمگیرترین نقش برجسته‌های سنگی اتاق‌های A و B است که خدایان پانتئون هیتی را به تصویر می‌کشد. ممکن است یکی از موارد استفاده از این مکان شامل مراسم جشن سال نو باشد.